# إيطو تثريت (فلم)
إيطو تثريت (وتعني إيطو نجمة الصباح) هو فيلم مغربي أمازيغي من كتابة وإخراج محمد عبازي لعام 2008 مقتبس عن رواية «تمغران وخوب» للكاتب إدريس ألمو.

## القصة
تدور أحداث القصة في جبال سلسلة الأطلس المتوسط بحيث يجتمع السكان للمطالبة برجوع الملك محمد الخامس الذي نفته القوات الاستعمارية الفرنسية.

## جوائز
فاز الفيلم بجائزة الزيتونة الذهبية في مهرجان الفيلم الأمازيغي بتيزي وزو الجزائرية.

## روابط خارجية
- فيلم إيطو تثريت على موقع filmexport